# Advanced Streaming Format
'ASF ('Advanced Streaming Format, megközelítő fordításban Előrehaladott v. Fejlett Folyam Formátum) a Microsoft által szabadalmazott digitális audio/digitális videó csomagoló (konténer), amit különösen a média folyamok továbbítására szántak. (Később átnevezték Advanced Systems Format-ra, ami Fejlett Rendszer Formátumot jelent). Az ASF része a Windows Média keretrendszernek.
Az ASF formátum csupán az az audio/videó tartalom struktúráját határozza meg, de azt nem, hogy az audio/videó folyamok hogyan vannak kódolva. Alapjában véve ez azt jelenti, hogy tulajdonképpen szinte bármilyen kodekkel kódolt audio/videó információ szerepelhet ASF formátumú fájlokban. Ez hasonló funkció, mint amit a QuickTime formátum, vagy az Ogg formátum valósít meg.
Az ASF formátum sorosított objektumokra épül, amelyek lényegében ún. GUID jelzővel azonosított byte-sorozatok.
Az ASF fájl leggyakrabban a következőket tartalmazza:
- Windows Media Audio (WMA)
- Windows Media Video (WMV)

ASF szintén tartalmazhat metadata modulokat, mint artist (művész neve), title (cím), album és genre (műfaj) egy hangfelvételhez, vagy director (rendező) videó v. filmanyag esetén, hasonlóan az MP3 formátum ID3 címkéihez.
WMA-t tartalmazó audio ASF fájlok csak a .wma fájl kiterjesztéssel jelölhetők, míg csak hangot és képet tartalmazó fájlok jelölhetők a .wmv kiterjesztéssel. Mindkettő használhatja az .asf kiterjesztést is.
Az ASF-et gyakran összetévesztik a Microsoft saját MPEG-4 videoformátumával (Windows Media Video), mert a legtöbb ASF folyamot ezzel a technológiával kódolják.
Az ASF szerkezet (a konténer, nem pedig valamiféle kodek algoritmus) az Amerikai Egyesült Államokban a Microsoft által bejegyzett United States Patent 6,041,345 Levi, et al. March 21, 2000 szabadalom alatt védett.